# صادع (اسم)
صادع هو اسم علم مذكر من أصل عربي، ومعناه هو الجاهر بالأمر المنفذ لما يؤمر به قال تعالى: يخاطب رسوله ﷺ ﴿فاصدع بما تؤمر وأعرض عن المشركين﴾ [ الحجر94]،و الصادع الشذي يشق الشيء المفرق القاضي بين القوم.

## وصلات خارجية
- موسوعة السلطان قابوس لأسماء العرب نسخة محفوظة 5 أبريل 2019 على موقع واي باك مشين.